# Golubăț

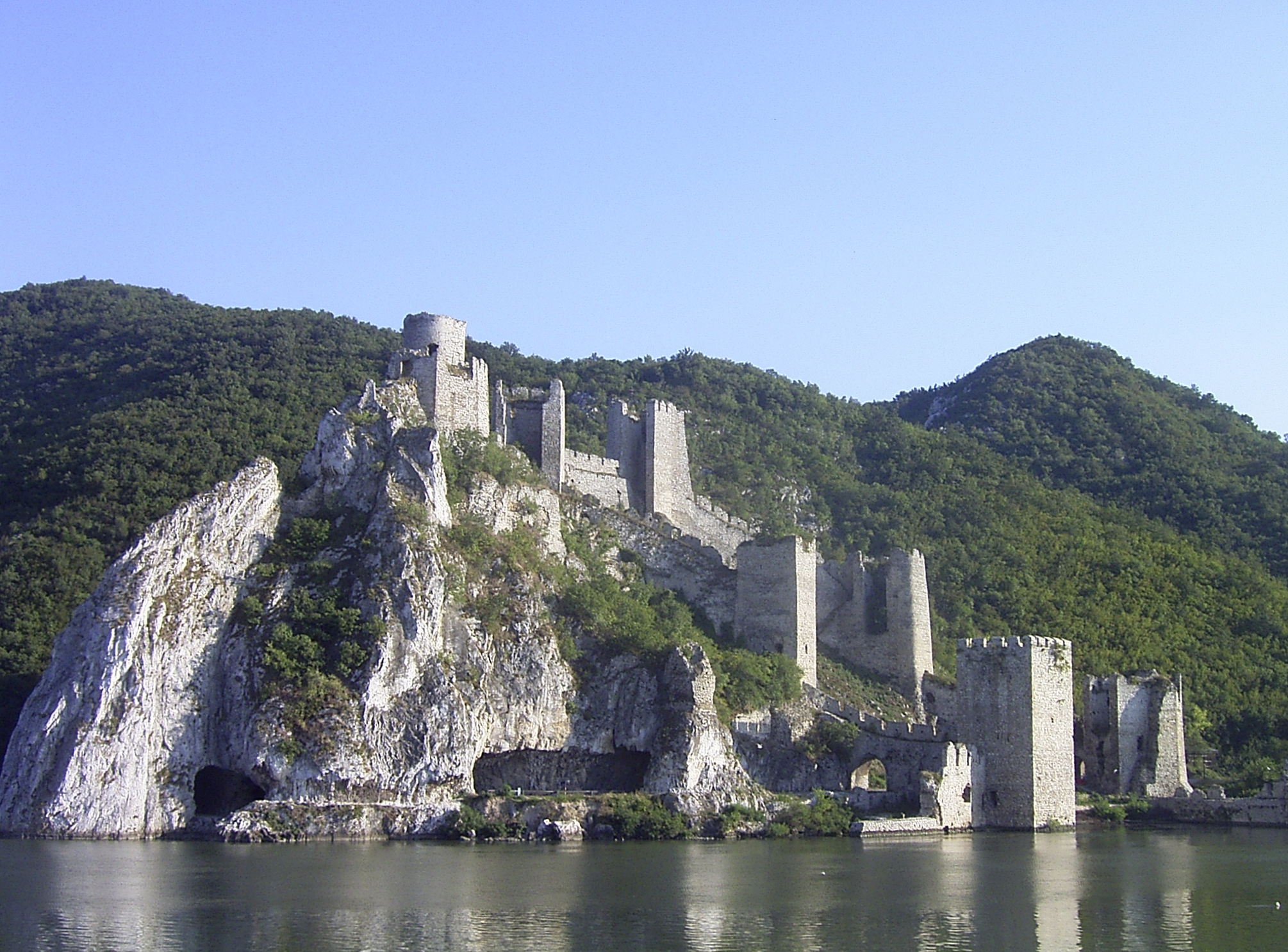
Cetatea Golumbacu

Golumbac(a), Columbei sau Golubăț (în sârbă Голубац, cu alfabetul latin: Golubac) este un orășel portuar fostă fortăreață cu 1.896 loc. (2002), situat pe malul Dunării în districtul Braničevo din Serbia de nord-est, la frontiera cu România, frontieră formată de Dunăre pe o lungime de 52 km. Pe malul Dunării se află o șosea importantă care leagă Golumbacu de orașele Požarevac și Veliko Gradište. Aici începe Parcul Național Đerdap, unul dintre cele mai importante parcuri naționale din Europa de Sud, care se află situat între Golumbacu și Techia, pe malul lacului de acumulare Porțile de Fier I.
Lângă Golumbacu este o veche cetate turcească care a fost construită pe ruinele castrului roman Columbarum. A fost asediată în 1428 de o mare armată formată din români (6.000 călăreți), italieni (200), polonezi, lituanieni și unguri conduși de regele Sigismund de Luxemburg. Traversarea Dunării s-a efectuat pe la cetatea Ladislau (Laslovar după alte surse), lângă satul Coronini de pe malul românesc. Asediul a eșuat în urma apariției unei armate turcești conduse de Sinan pașa.

## Vezi și
- Viminacium
- Braničevo (Golubăț)